# Arsinoë in Cypro
Arsinoë in Cypro (łac. Diœcesis Arsinoënsis in Cypro) – stolica historycznej diecezji w Cesarstwie Rzymskim (prowincja Cypr), współcześnie na Cyprze. Jedynym wzmiankowanym w dokumentach biskupem był Prosechius z V wieku. W XVIII i XIX wieku wyznaczono dwóch katolickie biskupów tytularnych tej diecezji, a w 1933 została wpisana przez Piusa XI na listę diecezji tytularnych. Od 2012 nie posiada biskupa.

## Biskupi tytularni
| Lp. | Biskup                        | Od               | Do              |
| --- | ----------------------------- | ---------------- | --------------- |
| 1   | Raphael Tuki                  | 22 stycznia 1763 | 1787            |
| 2   | José Luis Cárcamo y Rodríguez | 6 marca 1871     | 6 sierpnia 1875 |
| 3   | Wilhelmus Demarteau MSF       | 6 stycznia 1954  | 3 stycznia 1961 |
| 4   | Angelo Cuniberti IMC          | 18 kwietnia 1961 | 26 czerwca 2012 |